# Luftmunitionsanstalt Xanten
Koordinaten: 51° 37′ 54,5″ N, 6° 26′ 58,1″ O

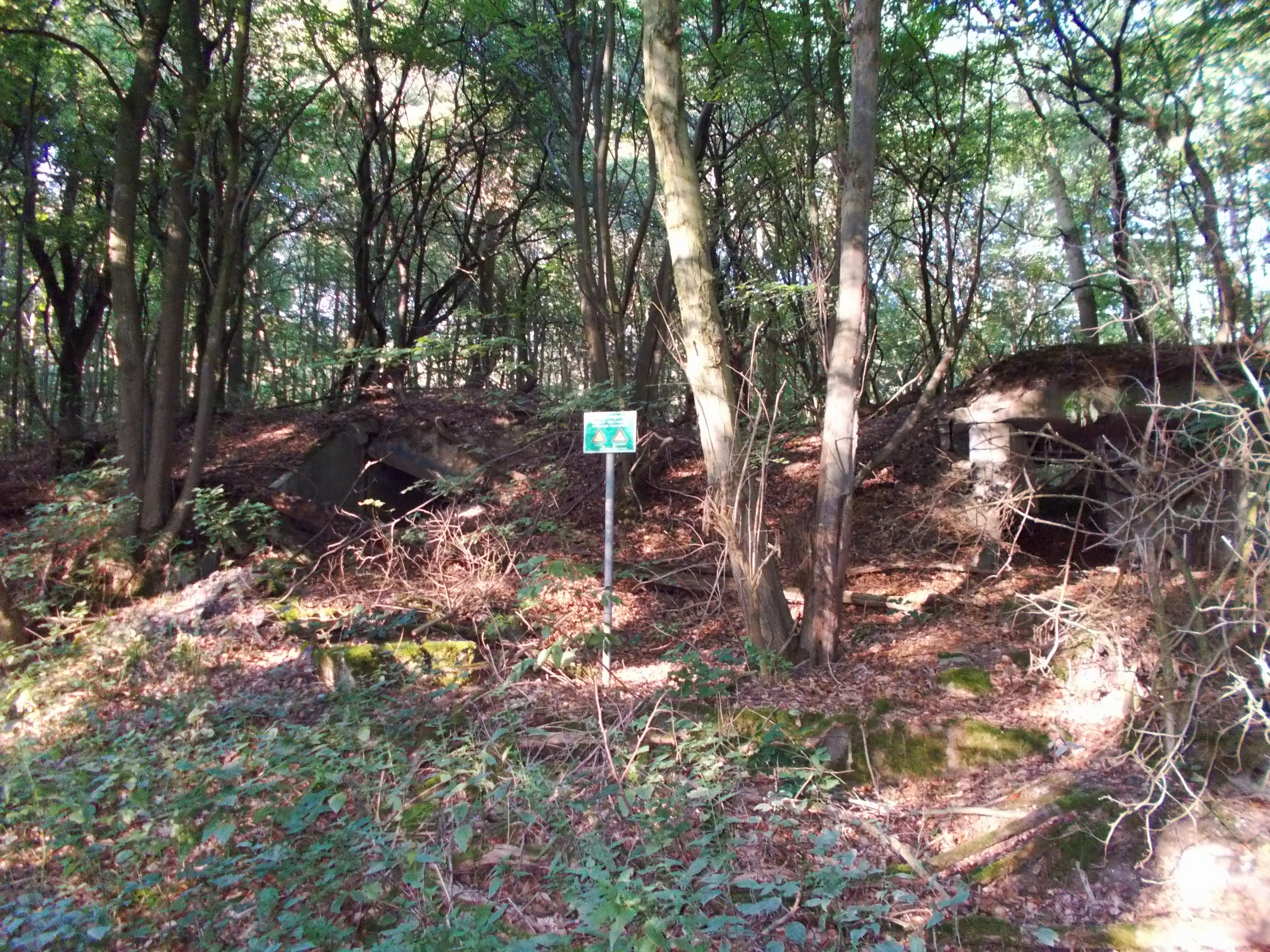
Die „Bunker“ dienten in der Muna als Munitionslagerhäuser. Über 100 befinden sich in der Hees.

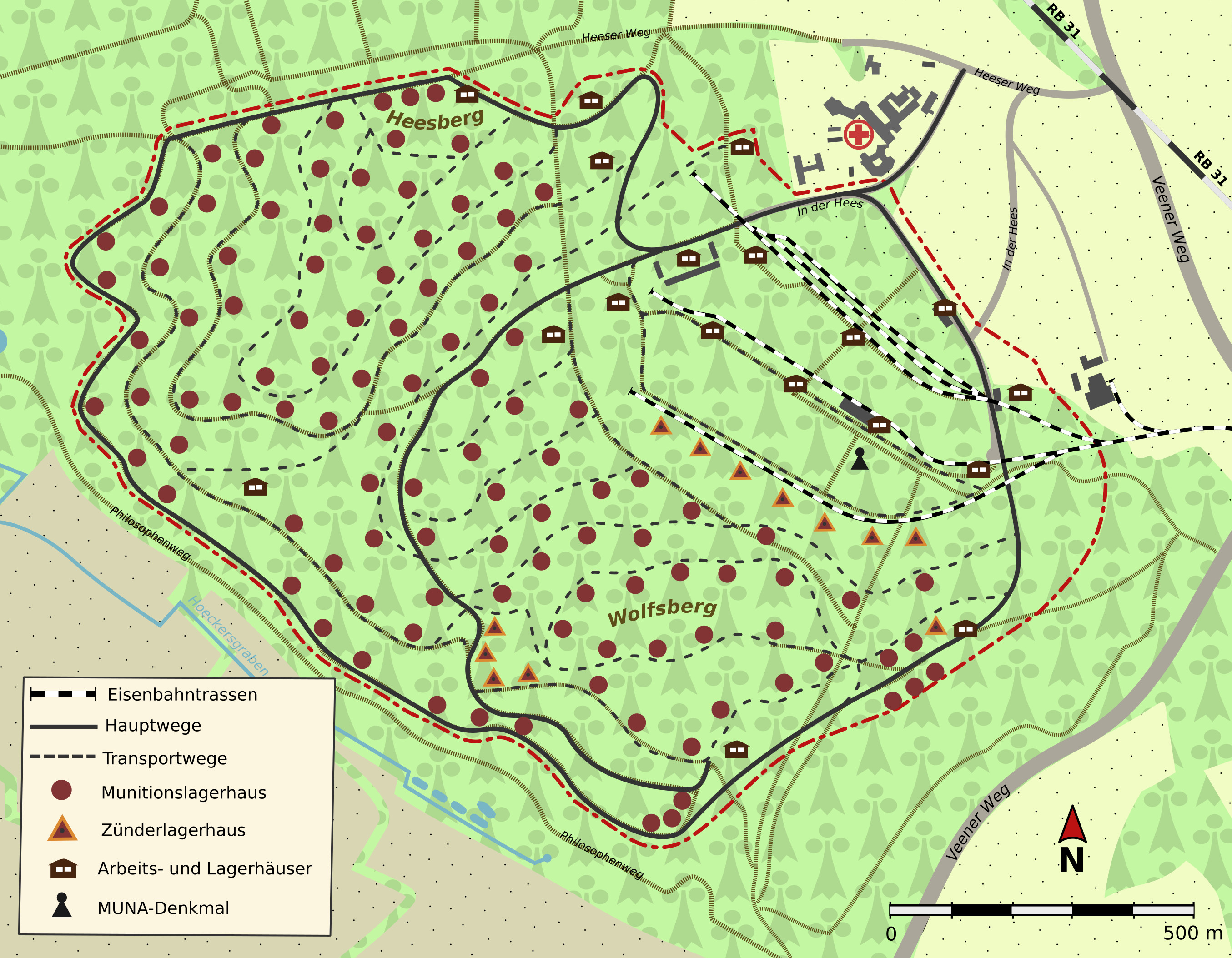
Karte Luftmunitionsanstalt Xanten

Die Luftmunitionsanstalt Xanten war eine Munitionsanstalt der deutschen Luftwaffe in der Zeit des Nationalsozialismus bei Birten, einem Stadtteil von Xanten im Kreis Wesel. Sie war nicht nur für die Produktion von Munition, sondern auch für „die Bergung, Analyse und Entschärfung auf Reichsgebiet abgeworfener feindlicher Munitionen“ zuständig. Leiter der Munitionsanstalt und zugleich Standortältester war Major Friedel, später zum Oberstleutnant befördert. Während – wie im übrigen Reichsgebiet – auch in Xanten Zwangsarbeiter, Kriegsgefangene und Militärinternierte eingesetzt wurden, kann der „Einsatz ausländischer Arbeitskräfte oder Kriegsgefangener in der Luftmunitionsanstalt […] jedoch für den belegbaren Zeitraum ausgeschlossen werden.“
Erste Planungen für den Bau im Raum Xanten begannen 1938. War zunächst ein Standort in der Bönninghardt ins Auge gefasst worden, entschied sich das Reichsluftfahrtministerium für einen Standort in dem bewaldeten Höhenzug Hees. „Die Hees wurde offensichtlich aufgrund der besseren Tarnung und Infrastruktur ausgewählt.“ Als dicht bewaldetes Gebiet eignete sich der Ort ideal für das Geheimprojekt. Zudem gab es in der Nähe zwei Bahnhöfe. Vom Bahnhof Birten aus fuhr die Boxteler Bahn nach Wesel und vom Bahnhof Winnenthal nach Duisburg. Das Luftgaukommando VI Münster stellte zum 1. Oktober 1940 ein Vorkommando der Munitionsanstalt auf. Die Übertragung des Besitzes vom Reichsforstamt auf das Reichsluftfahrtministerium konnte erst im März 1944 abgeschlossen werden.
Die Anlage erstreckte sich auf einer Fläche von über 1,6 km². Auf der Westseite vom Heesberg und Wolfsberg befand sich der Großteil der über 100 Munitions- und Zünderlagerhäuser. Umgeben von einem breiten Schutzwall hatten sie einen rechteckigen Grundriss von ca. 15 × 18 m, bestanden aus verputzten Ziegelmauern mit einer 18 cm dicken Stahlbetondecke und mit meist zwei Eingängen. Die Zünderlager waren etwa halb so groß und hatten nur einen Eingang. Zum Weg hin lag die etwa ein Meter hohe Laderampe, die über Treppenaufgänge erreichbar war. Über Wirtschaftswege waren sie mit den Arbeits- und Lagerhäusern, Garagen der Transportfahrzeuge, sowie dem Verladebahnhof der MUNA auf der Ostseite der Hees verbunden. Dort, wo heute das St. Josef-Hospital steht, befand sich das Verwaltungsgebäude, eine Schlosserei, eine Tischlerei und Versorgungseinrichtungen wie ein Brunnen mit Wasserpumpe. Teile der Munitionsfabrik befanden sich unterirdisch und durchzogen den Berg mit einem weitreichenden Stollennetzwerk. Mit 1.200 Beschäftigten war die Luftmunitionsanstalt der größte Arbeitgeber in der Region.
Am 20. November 1942 kam es im Arbeitshaus 4 beim Zusammenbau einer B-1000 Luftmine zu einer Explosion, die den Tod von 43 Menschen (1 Feuerwerker, 40 Arbeiter, 2 Arbeiterinnen) verursachte. Zum Gedenken an die Opfer der Katastrophe wurde nach dem Krieg gegenüber dem Unglücksort ein Denkmal aufgestellt.
1944 wurde die Anstalt nach Martinroda in Thüringen verlegt. Im Zuge der Verlegung kamen weitere 35 Soldaten bei einer Explosion am 6. Oktober 1944 ums Leben, möglicherweise aufgrund eines alliierten Luftangriffs. Mit dem Heranrücken der alliierten Truppen wurden umfangreiche Munitionsbestände im alten Rheinarm versenkt und liegen vermutlich noch heute dort.
Überreste der ehemaligen Luftmunitionsanstalt sind heute noch in der Hees zu finden. Sie zählt zu den bedeutendsten militärgeschichtlichen Bodendenkmälern aus dem Zweiten Weltkrieg in Nordrhein-Westfalen und ist im Rheinland einzigartig. Die Munitions- und Zünderlagerhäuser und einige Lagerhäuser wurden 1948 von den Alliierten gesprengt und sind heute nur noch als baufällige und von Bäumen und Gestrüpp überwachsene Ruinen erhalten. Die Stollen sind zugemauert und renaturiert. Von den Gleisanlagen blieben nur die Trassen und Dämme übrig. Erhalten sind heute noch die Brunnenanlagen, einige Werkstätten und Garagen, Wachhaus, Stabsgebäude und das Verwaltungsgebäude, in das 1953 das heutige Krankenhaus einzog. Etwa 9 ha sind umzäunt und waren bis 2016 Bundeswehreigentum. Von hier aus wurde die Kerosinpipeline der NATO betreut. Heute wird das Gelände vom Bundesforstbetrieb Rhein-Weser verwaltet. Bei einer Wanderung durch das Naherholungsgebiet sollte man schon allein aus Selbsterhaltungstrieb auf den Wegen bleiben. Im Boden befinden sich immer noch Munitionsreste.